# Kirjurahu
Kirjurahu (även Kerju) är en ö i Lääne-Saare kommun i landksapet Saaremaa (Ösel) i västra Estland. Den ligger i Rigabukten, 14 km söder om Ösels sydkust och 4 km sydöst om Abrö. Öns storlek är 5 hektar.